# مرده یا زنده (مجموعه بازی)
مرده یا زنده یا دی‌اوای (به ژاپنی: デッドオアアライブ Deddo Oa Araibu) یک فرنچایز چندرسانه‌ای بازی ویدئویی به سبک مبارزه‌ای است که توسط استودیو تیم نینجا توسعه یافته و در ابتدا به‌وسیله شرکت تکمو و هم‌اکنون بدست کویی تکمو منتشر می‌شود. داستان اولیه و خلق شخصیت‌های این سری توسط تومونوبو ایتاگاکی انجام شده‌است، اما او از سال ۲۰۰۸ شرکت را ترک کرده و دیگر بر روی این سری کار نمی‌کند.
در طی سال‌ها سری مرده یا زنده برای داشتن گرافیک و سبک مبارزه قابل توجه‌ای که دارد مورد تقدیر قرار گرفته‌است. همچنین این سری بازی برای داشتن شخصیت‌های مؤنث و انیمیشن سینه‌های آن‌ها شناخته شده‌است. این جنبه از محبوبیت مجموعه منجر به خلق یک بازی مشتق تحت عنوان مرده یا زنده ایکس‌تریم والیبال ساحلی و دنباله‌هایی برای آن شد، عنوانی که زنان و جاذبه جنسی آن‌ها نقش بیشتری نسبت به آن چیزی ایفا می‌کنند که در هسته اصلی مجموعه مرده یا زنده وجود دارد. یک فیلم سینمایی لایو اکشن نیز تحت نام دی‌اوای: زنده یا مرده با الهام از این بازی در سال ۲۰۰۶ اکران شد.